# Strunkovice nad Blanicí
Strunkovice nad Blanicí (en allemand : Strunkowitz an der Flanitz) est un bourg (městys) du district de Prachatice, dans la région de Bohême-du-Sud, en République tchèque. Sa population s'élevait à 1 309 habitants en 2023.

## Géographie
Strunkovice nad Blanicí est arrosé par la rivière Blanice et se trouve à 10 km au nord-est de Prachatice, à 34 km au nord-ouest de České Budějovice et à 114 km au sud-sud-ouest de Prague.
La commune est limitée par Dub et Bavorov au nord, par Truskovice au nord-est, par Malovice et Netolice à l'est, par Hracholusky et Vitějovice au sud, par Těšovice au sud-ouest, par Budkov à l'ouest.

## Histoire
La première mention écrite de la localité date de 1227.

## Administration
La commune se compose de huit sections :
- Strunkovice nad Blanicí
- Blanička
- Malý Bor
- Protivec
- Šipoun
- Svojnice
- Velký Bor
- Žíchovec

## Transports
Par la route, Strunkovice nad Blanicí se trouve à 11 km de Prachatice, à 38 km de Ceské Budejovice et à 147 km de Prague.